# Vaccinium megalophyes
Vaccinium megalophyes är en ljungväxtart som beskrevs av Herman Otto Sleumer. Vaccinium megalophyes ingår i Blåbärssläktet, och familjen ljungväxter. Inga underarter finns listade i Catalogue of Life.